# Cucina dei Pennsylvania Dutch
La cucina dei Pennsylvania Dutch (Pennsylvania Dutch cuisine) è quella dei discendenti tedeschi e svizzeri che risiedono nella Pennsylvania (Stati Uniti d'America). Tale cucina, diffusa perlopiù nelle aree tedesche della Pennsylvania, proviene da immigrati mitteleuropei anabattisti, trasferitisi nel Nord America durante il XVII secolo.

## Caratteristiche
Questo tipo di cucina riflette le origini contadine dei Pennsylvania Dutch e fonde le antiche tradizioni culinarie tedesche con l'uso di prodotti agricoli provenienti dal Nord America. I piatti della cucina dei Pennsylvania Dutch sono saporiti, sostanziosi e sempre preparati usando prodotti freschi fra cui zuppe corpose, stufati, pani scuri, verdure sotto conserva e molti piatti a base di carne e mais. Fra i classici della Pennsylvania Dutch cuisine si segnalano, ad esempio, la chicken corn soup (una zuppa di mais), il bott boi (una zuppa di pollo e pasta), la chicken pot pie (un tortino insaporito con brodo di pollo), lo scrapple (un polpettone con carne di maiale e farina di mais), la coleslaw (un'insalata di cavolo), i pretzel (un pane di origine tedesca), lo schnitz un knepp (un piatto unico a base di prosciutto o spalla di maiale, mele e gnocchi di pane) chicken and waffles (pollo con cialde), la whoopie pie (un doppio biscotto simile a un sandwich), e la shoofly pie (una torta a base di melassa).

## Galleria d'immagini

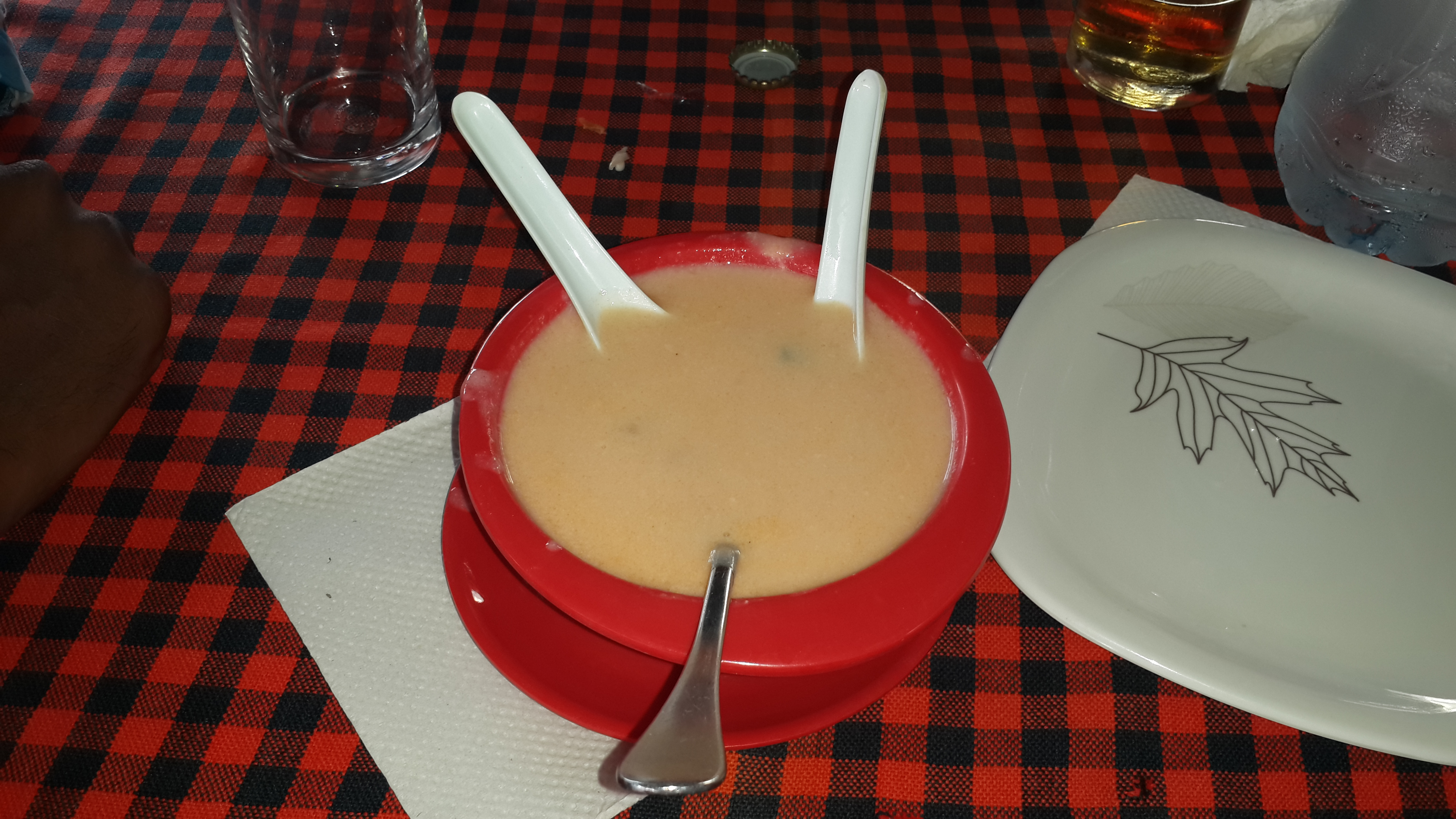
Chicken corn soup
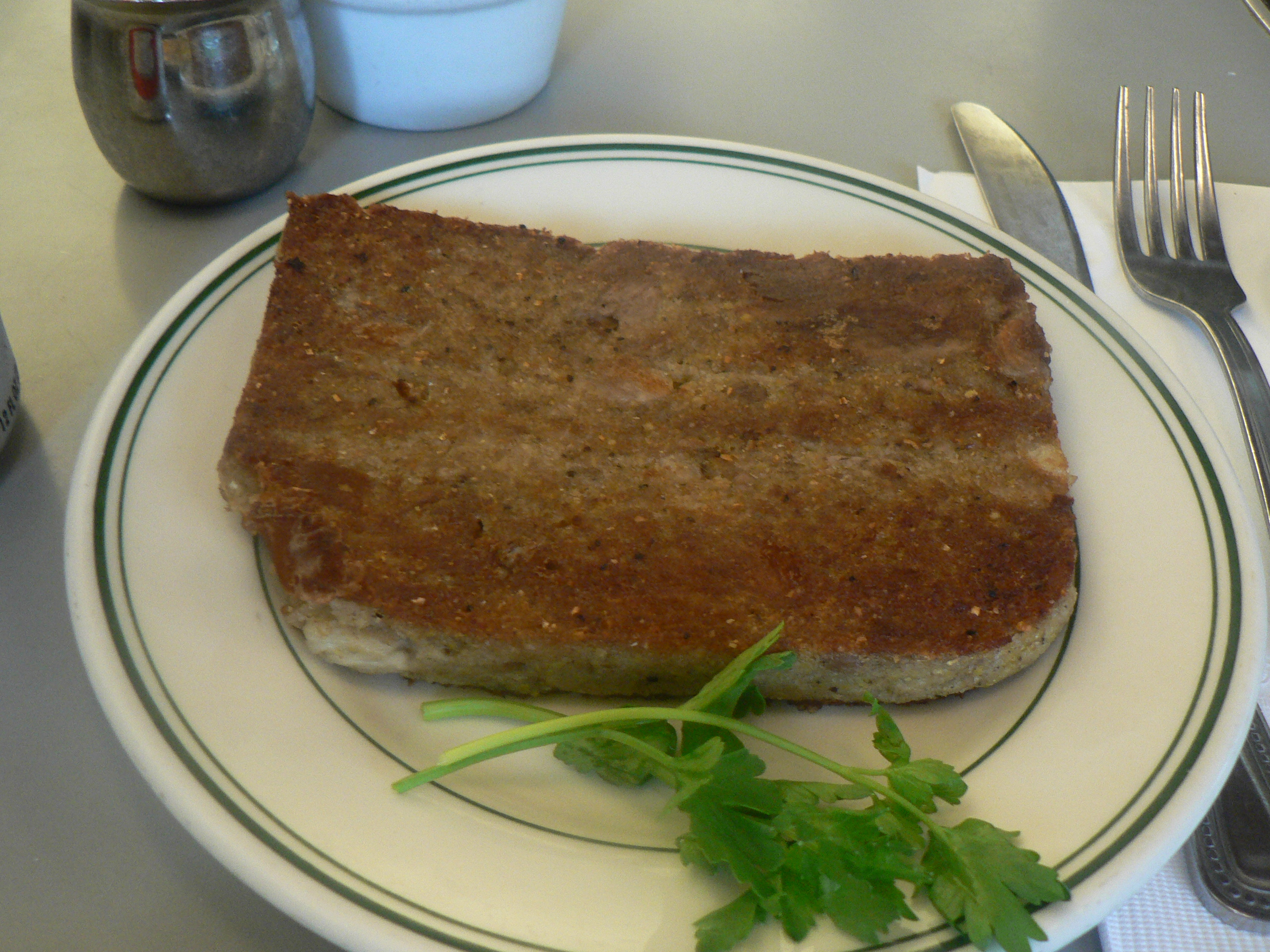
Scrapple
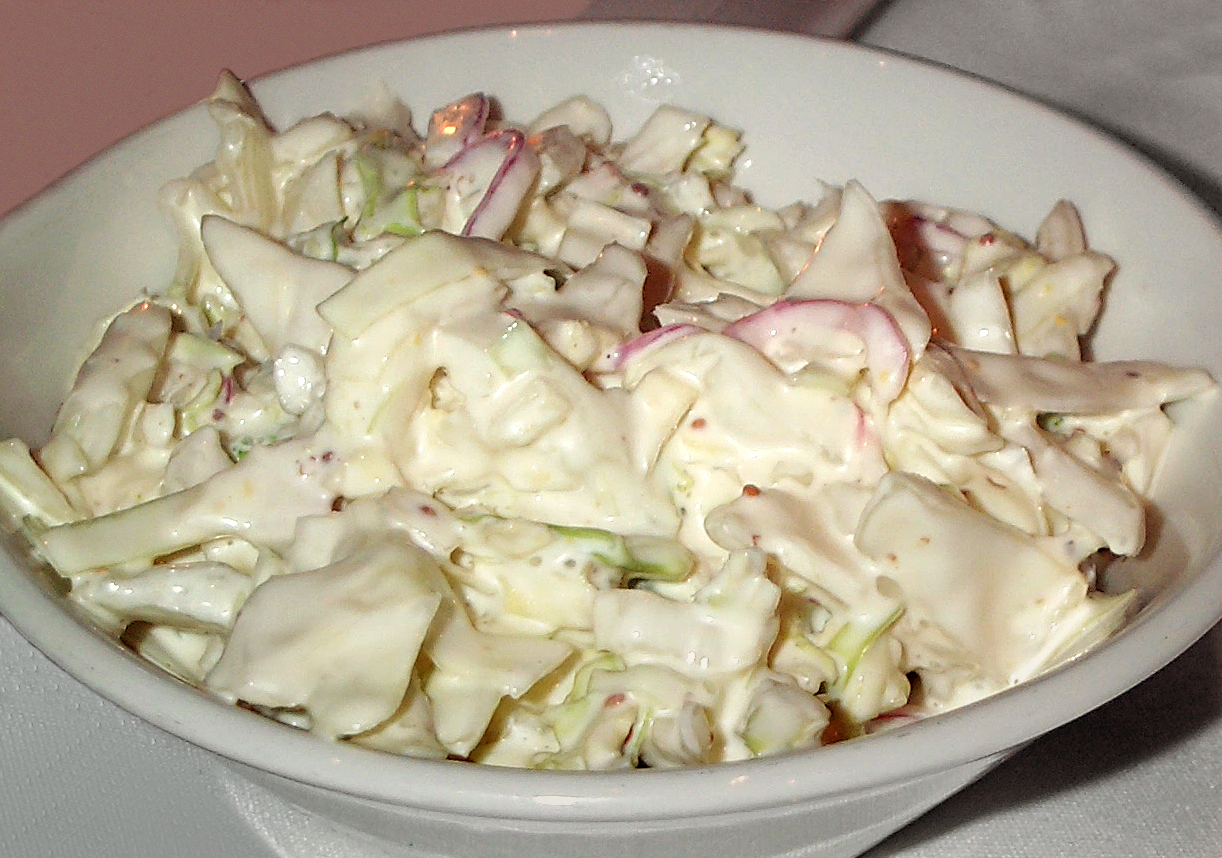
Coleslaw
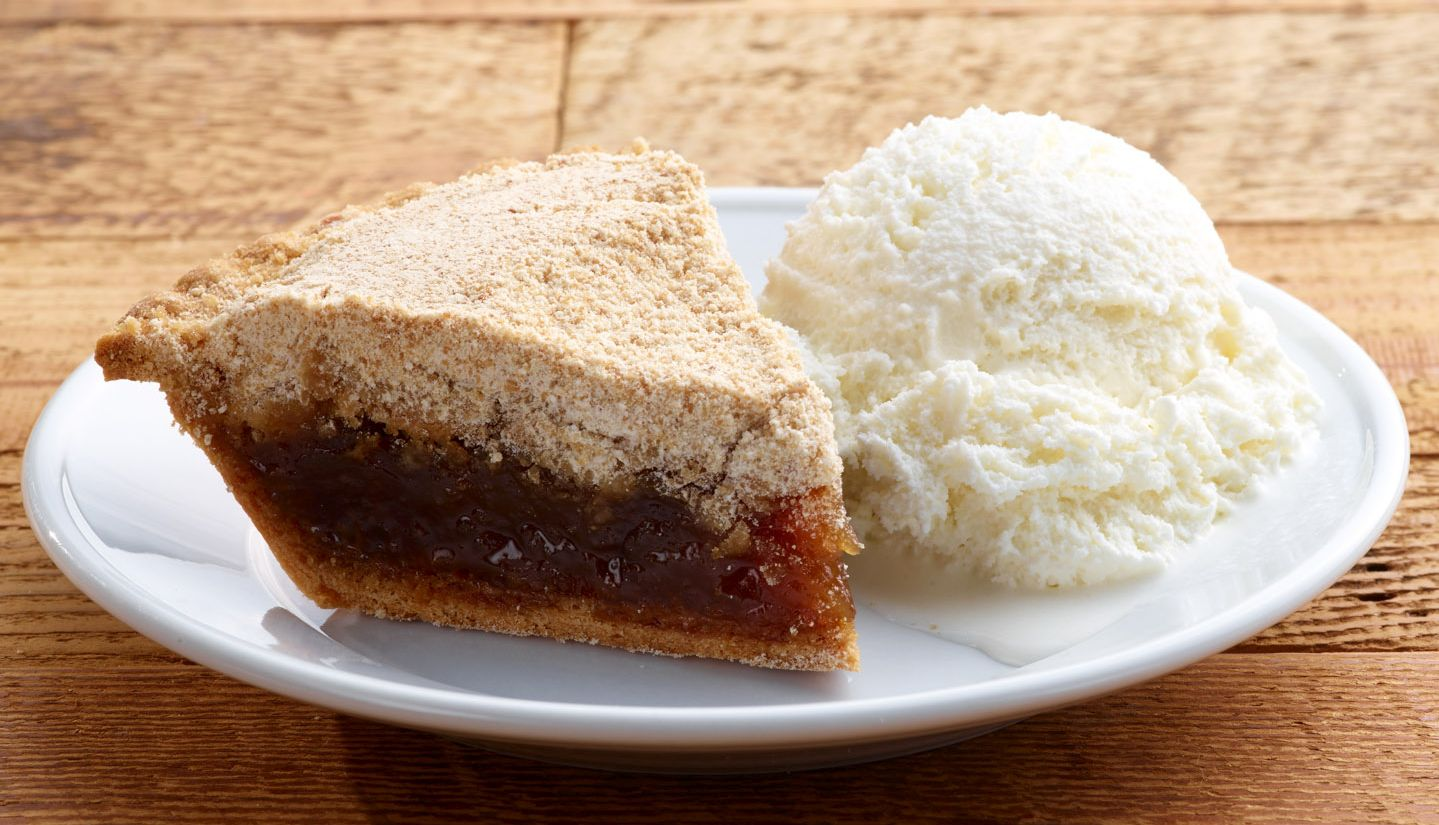
Shoofly pie con gelato
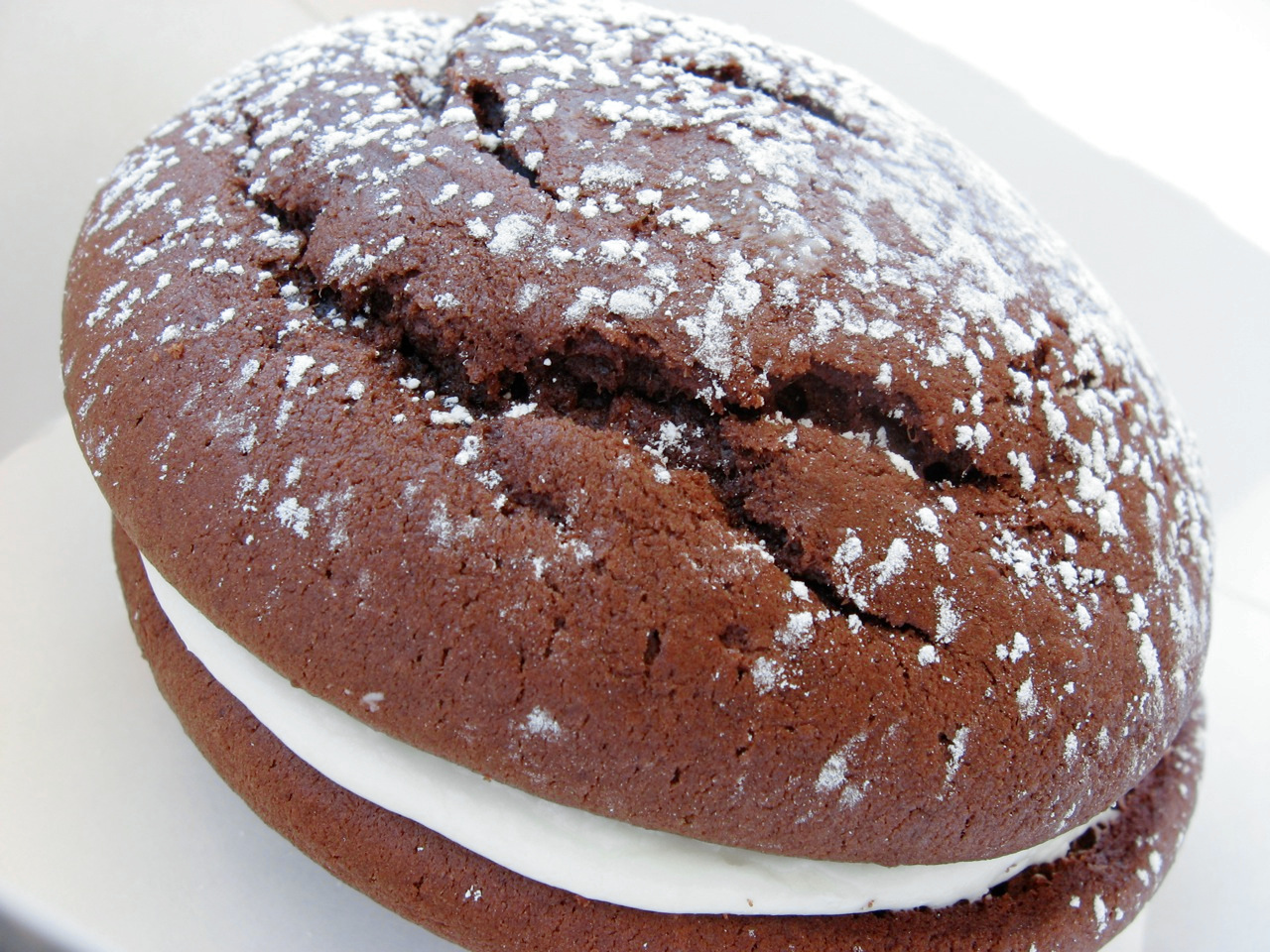
Whoopie pie
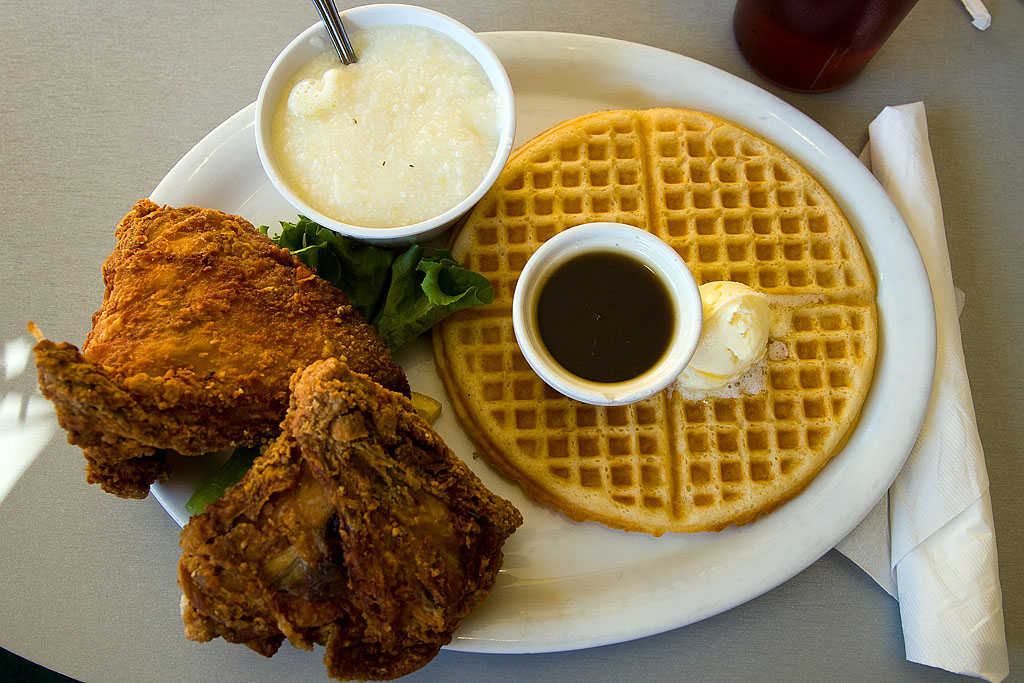
Pollo con i waffle